# Setmana Medieval de la Llegenda de Sant Jordi
La Setmana Medieval de la Llegenda de Sant Jordi és una festa de caràcter medieval que se celebra a Montblanc (Conca de Barberà) en dates properes a la Diada de Sant Jordi.

## Història
Segons El Costumari Català de Joan Amades i Les Tradicions religioses de Catalunya d'Anna de Valldaura la llegenda de Sant Jordi hauria succeït a Montblanc.
Aquestes referències, el magnífic nucli antic medieval de Montblanc i el fet que un tram de la muralla de la Vila es digui, des de temps immemorials, de Sant Jordi, van donar la idea a un grup de joves de retornar la vila de Montblanc al seu passat medieval mitjançant la redecoració de carrers com 700 anys abans. Amb aquesta finalitat es van representar diferents tipus d'actes, i el 16 de maig de 1987, dins del programa de fires, es va dur a terme la primera representació de la llegenda de Sant Jordi a la Plaça Major de la vila. El 6 de setembre de 1987 es constituí formalment l'Associació Medieval de la Llegenda de Sant Jordi.

## Actes
Durant els quinze dies que duren les festes se celebren una multitud d'actes de diversos tipus:
- Rememoració de fets quotidians del poble:
  - Mercat medieval
  - Torns de guàrdia
  - Rondes trobadoresques
  - Mercat d'esclaus
  - Tavernes
  - Judicis a cavallers i alcabotes
  - Concurs de Joglars[4]
  - Dracum Nocte (nit de màgia negra)[5]

- Actes presidits pels reis:
  - Recepcions per als nobles
  - Sopar medieval
  - Concerts d'orgue
  - Jocs medievals
  - Sopar del Veguer
  - Balls de nobles i banderes
  - Partides d'escacs amb personatges reals

- Representacions històriques:
  - Corts Catalanes de 1414
  - Corts Catalanes de 1307
  - Vida i mort de Martí l'Humà
  - Museus i Imatges de la Vida Medieval

- Representació de la Llegenda de Sant Jordi

### Principals actes
- Mercat Medieval i Mostra d'Oficis. És l'acte més multitudinari, ja que el mercat està compost per centenars de parades amb productes típics de la zona escampades arreu del nucli antic de Montblanc. A més, a la Plaça Major hi ha una mostra d'oficis medievals tals com boter, espardenyer, ferrer, cerer, porquer, etc. El mercat dura dos dies durant els quals el poble queda literalment petit degut a la quantitat de gent que s'acumula entre les parades. Fou la primera representació d'un mercat medieval a Catalunya.
- Representació de la Llegenda de Sant Jordi. És l'acte central de la Festa i la seva raó de ser. Aprofitant l'incomparable marc de les muralles de Montblanc, es realitza una representació teatral de gran format amb llums, so, focs i efectes especials que mostren la vida de la Vila, l'arribada del Drac, el sorteig de la Princesa, l'entrega de la Princesa, l'arribada de Sant Jordi i la mort de la Fera.[6]
- Corts Catalanes. Historiadors montblanquins van cercar les referències a les Corts Catalanes que es van celebrar a Montblanc. D'aquesta manera, es va decidir representar teatralment les de 1414 i les de 1307 en el lloc real on es van celebrar, les esglésies de Santa Maria i la de Sant Miquel. Així, es pot dir que la representació és gairebé tal com es van realitzar les Corts en aquells anys.
- Museus i imatges amb personatges reals. Aprofitant els diferents indrets de la Vila, es guarneixen algunes cases nobles i esglésies per a representar-hi diversos instants de la vida del segle xiii. Montblanc es converteix en un macromuseu de cera, però amb personatges reals!
- Dracum Nocte. És la festa amb més ambientació i amb més atracció per a la gent jove. Comença amb una gran Correfoc a càrrec dels Dimonis de Montblanc per, a continuació, fer la invocació del Drac dels Quatre Elements. És una nit on surten totes les bruixes i personatges malignes i diabòlics de la Vila. La Festa acaba amb un gran concert només apta per als més agosarats.[7]

## Personatges
Gran part de la població de Montblanc es vesteix amb vestits medievals (la dita popular local diu que els montblanquins es vesteixen per Sant Jordi i només es disfressen per Carnaval) per participar en algun acte dels que es realitzen, així es pot veure a trompeters, bandereres, cavallers a peu i a cavall, nobles, pagesos, menestrals i altres.
Cada any, però, s'escullen entre gent de Montblanc alguns dels personatges amb nom que intervindran en alguns dels actes. Aquests són:
- El Rei i la Reina
- Nobles montblanquins:
  - El Veguer i la Veguera (representants dels reis a la vila)
  - Senyors de Vilafranca
  - Senyors d'Alenyà
  - Senyors de Gené
- Sant Jordi (escollit per votació dels socis de la festa entre els joves montblanquins de 21 anys)
- La Princesa (escollida per votació dels socis de la festa entre les noies montblanquines de 18 anys)

## Concursos relacionats amb la Festa
- Concurs del Cartell: Mesos abans que comenci la festa, es fa un concurs per determinar el cartell de l'any corresponent de les festes. Aquest cartell pot estar fet de qualsevol material plasmable en paper i un jurat format per artistes de diversos rams esculleix el millor.
- Elecció de Sant Jordi i la Princesa: Un parell de mesos abans, en una gala oberta al públic es presenten els candidats als principals papers. Als aspirants a Sant Jordi (montblanquins de 21 anys) i a Princesa (montblanquines de 18 anys) se'ls fa representar públicament una part dels seus papers. A continuació, els socis de la Festa realitzen la votació i queden escollits el Sant Jordi i la Princesa.
- Concurs de Joglars: Durant els dies de festa, diversos grups de Joglars medievals van actuant pels carrers i places de la vila i, l'últim dia, s'escull el millor grup.
- Concurs de Fotografia: Cal presentar qualsevol fotografia de temàtica medieval, sobre la Setmana Medieval de la Llegenda de Sant Jordi efectuada durant els dies que dura la Festa. En acabar el termini, un grup d'artistes escull la millor.

## Reconeixements
- Festa declarada d'interès turístic nacional a nivell d'Estat[8]
- Festa declarada d'interès turístic per la Generalitat de Catalunya
- Festa declarada d'interès comarcal pel Consell Comarcal de la Conca de Barberà
- Premi Skal Club d'Hostaleria i Turisme de la Província de Tarragona
- Medalla d'Argent de la Vila Ducal de Montblanc
- Medalla del Centre d'Investigació i Documentació Medieval de Catalunya, CIDOMCAT